# Ольбендорф
Ольбендорф (нем. Olbendorf) — община (нем. Gemeinde) в Австрии, в федеральной земле Бургенланд.
Входит в состав округа Гюссинг.  Население составляет 1362 человека (на 31 декабря 2005 года). Занимает площадь 17,37 км². Идентификационный код  —  1 04 11.

## Политическая ситуация
Бургомистр общины — Отто Хольпер (СДПА) по результатам выборов 2007 года.
Совет представителей общины (нем. Gemeinderat) состоит из 19 мест.
- СДПА занимает 15 мест.
- АНП занимает 4 места.

## Внешние ссылки
- Официальная страница Архивная копия от 15 сентября 2012 на Wayback Machine (нем.)